# Westdean
Wesdean är en by i civil parish Cuckmere Valley, i distriktet Wealden, i grevskapet East Sussex i England. Byn är belägen 15 km från Lewes. Weatdean var en civil parish fram till 1990 när blev den en del av Cuckmere Valley. Civil parish hade 64 invånare år 1961. Byn nämndes i Domedagsboken (Domesday Book) år 1086, och kallades då Dene.